# Тіло (повість)
«Тіло», або «Труп» (англ. The Body) — повість Стівена Кінга, вперше видана в 1982 році у складі збірки «Різні пори року». Підзаголовок цієї повісті в збірці: «Осінь невинності» (англ. Fall From Innocence).
Оповідь ведеться від імені Гордона (Горді), котрий описує, вже ставши відомим письменником, як 12-річним підлітком вперше побачив труп і події, які це супроводжували.

## Сюжет
Дія відбувається у 1960-му році. Підліток Верн Тессіо інформує своїх трьох друзів (Кріса Чемберса, Тедді Дюшана і Горді Ляченса), що він почув від старшого брата, Біллі, як він говорив зі своїм другом Чарлі Хоганом про знахідку трупа. Як кажуть, банда хуліганів виявила тіло збитого потягом хлопця Рея Брауера, якого усі вважають зниклим безвісти. Четверо друзів вирішують, що стануть знаменитими, знайшовши тіло та розповівши про це дорослим.
Оповідь ведеться від імені Гордона Ляченса, чий брат Денніс нещодавно загинув і пригнічені батьки не приділяють йому уваги. Він приєднується до Кріса, Тедді та Верна в пошуках трупа. Підлітки йдуть вздовж залізниці. По дорозі вони стикаються зі сторожем звалища Майло. Він ображає батька Тедді, що розлючує його. Горді і Верн ледь не потрапляють під потяг, перетинаючи міст. Дорогою Кріс пророкує, що Горді, ставши дорослим, стане знаменитим письменником — можливо, він напише про своїх друзів.
Коли вони, нарешті, знаходять місце, де лежить тіло, туди ж прибуває банда хуліганів. Банда складається зі старшого брата Верна Біллі, Чарлі Хогана, старшого брата Кріса Річарда «Очне яблуко» Чемберса, Нормана «Волоханя» Браковіча, Джона «Туза» Мерріла, та двох інших. Хулігани виявили труп, коли були у вкраденому автомобілі, тому не розповідали про знахідку. Тепер вони теж бажають прославитися, але під час сварки Кріс дістає пістолет, який належить його батькові, стріляючи у повітря. Кріс потім погрожує «Тузу»; ватажкові банди. «Туз» розуміє, що Кріс налаштований серйозно, і хулігани тікають. Побачивши тіло, підлітки розуміють, що більше не можуть нічого зробити, і повертаються додому без подальших інцидентів.
Потім підлітки в підсумку вирішили зателефонувати владі і анонімно повідомити про місцезнаходження тіла. Через кілька днів після тих подій, «Туз» і Норман б'ють Горді, зламавши йому ніс і пальці. Тедді і Верн отримали менш жорстокі побої від хуліганів. Хлопці відмовляються ідентифікувати нападників.
Оповідь перескакує на опис пізніших подій. Тедді і Верн створили власну «банду». Горді починає ходити на підготовчі курси.
Останні дві глави описують долю трьох друзів Горді, кожен з яких загинув попри молодий вік. Верн загинув в пожежі після вечірки. Тедді, в той час вживав алкоголь і наркотики, розбився на автомобілі разом з пасажирами. Кріса залишили на другий рік навчання, він загинув, намагаючись розняти сварку у фастфуді. Гордон, єдиний хто залишився в живих, продовжує писати оповідання в коледжі, і публікує ряд з них в журналах. Його перший роман стає бестселером, і успішно екранізується. На момент написання про події в 1960 році, він написав сім романів про надприродне. Гордон має дружину і троє дітей. Він став ветераном війни у В'єтнамі і влився в контркультуру 1960-х років.

## Екранізація
У 1986 році вийшла екранізація повісті — фільм «Залишся зі мною».

## Переклад українською
Вперше переклад українською з'явився у 2015 році у видавництві КСД у перекладі Олени Любенко.